# Euselasia thusnelda
Euselasia thusnelda är en fjärilsart som beskrevs av Heinrich Benno Möschler 1883. Euselasia thusnelda ingår i släktet Euselasia och familjen Riodinidae. Inga underarter finns listade i Catalogue of Life.